# Монтпилијер
Монтпилијер (енгл. Montpelier) град је у САД у савезној држави Вермонт и њен главни град. По подацима из 2000. године у граду је живело 8.035 становника и по томе је Монтпилијер најмањи главни град неке савезне државе.
Монтпилијер је настао у осамдесетим годинама 18. века, а данас је познат по свом градском средишту покретаном активностима владе савезне државе Вермонт. Седиште владе налази се у згради с карактеристичном позлаћеном куполом изграђеној у 19. веку у западном делу градског средишта, уздуж чијег јужног краја тече река Винуски. Град је уз то познат и као једини главни град неке америчке савезне државе у којем се не налази Мекдоналдсов ресторан. Једна од главних активности је и обрада гранитног камена, а у 19. веку главна индустријска активност била је обрада дрвене грађе, али се њена присутност значајно смањила.

## Географија
Монтпилијер се налази на надморској висини од 182 m. 

## Демографија
По попису из 2010. године број становника је 7.855, што је 180 (-2,2%) становника мање него 2000. године.
|                   | 2010.          | 2000.          |
| Укупно            | 7 855 (100,0%) | 8 035 (100,0%) |
| Белци             | 7 249 (92,29%) | 7 667 (95,42%) |
| Остали            | 190 (2,419%)   | 137 (1,705%)   |
| Азијати           | 171 (2,177%)   | 66 (0,821%)    |
| Хиспаноамериканци | 166 (2,113%)   | 113 (1,406%)   |
| Афроамериканци    | 79 (1,006%)    | 52 (0,647%)    |